# سرودخوان کوبایی
سرودخوان کوبایی(نام علمی: Vireo gundlachii) نام یک گونه از سرده سرودخوان است.